# Podravka
Podravka je jedna od vodećih prehrambenih kompanija u Hrvatskoj, kao i u jugoistočnoj, srednjoj i istočnoj Evropi. Nastala je 1934. godine, na temeljima nekadašnje fabrike za preradu voća, braće Wolf, a danas je poznata po brendu Vegeta.
Vegeta je univerzalni dodatak jelima koji se decenijama izvozi u više od 40 zemalja sveta. Pored Vegete, Podravka je poznata i po brendovima: Lino, Eva, Fant, Podravka supe, Kviki, Dolcela...
Sa sedištem u Koprivnici, Podravka danas posluje u dva glavna poslovna segmenta: prehrambena i farmaceutska industrija.

## Istorija Podravke
- 1934. godine braća Marijan i Matija Wolf osnovali su radionicu za preradu voća, preteču današnje Podravke.
- 1947. fabrika braće Wolf postaje državna firma i dobija ime Podravka.
- 1949. Podravka započinje sa proizvodnjom fine marmelade.
- 1952. plasiraju se novi proizvodi na tržište: kandirano voće, žele bombone, voćni sirup, senf, kečap, voćna vina, sušeno povrće, sterilizovana boranija i grašak, mesne konzerve.
- 1957. Podravka supe prvi put izlaze na tržište.
- 1958. započinje proizvodnja kokošije i goveđe supe. Petao sa ambalaže na kokošijoj supi postao je simbol ove domaće supe u kesici, ali i zaštitni znak Podravka proizvoda, koji su prvi put izloženi na Zagrebačkom velesajmu.
- 1959. godine lansirana je Vegeta, najuspešniji proizvod Podravke, koji je opravdao svoj kvalitet na tržištu više od 40 različitih zemalja. Predstavlja rezultat rada Podravkinih stručnjaka, a za njeno otkrivanje zaslužna je Zlata Bartl.
- 1964. na tržište izlazi izbor od 10 novih supa u kesicama.
- Na ambalažu Vegete 40 dodaje se lik kuvara, koji je do danas ostao simbol ovog brenda.
- 1967. Vegeta se prvi put izvozi u Mađarsku i Rusiju.
- 1970. Podravka započinje proizvodnju Čokolina čiji zaštitni znak predstavlja medvedić Lino[8].
- U sastav Podravke ulazi punionica mineralne vode u Lipiku, poznate kao "Prirodna mineralna voda". O dugoj tradiciji ove vode svedoči prvi pisani trag, koji datira još iz 1708. godine, kada su postojala čak četiri izvora. Tri godine kasnije dobila je naziv "Lipički studenac"[9].
- Na tržište izlazi još 15 novih supa u kesici.
- 1972. u Ludbregu je osnovana kompanija Belupo koja se bavi proizvodnjom lekova[10].
- 1973. je izgrađen Podravkin mesni kompleks Danica mesna industrija d.o.o.
- 1974. se prvi put na televiziji emituje emisija "Male tajne velikih majstora kuhinje".[11]
- Započinje izdavanje Vegeta knjiga recepata.
- 1993. dolazi do privatizacije i registracije Podravke u deoničarsko društvo.
- 1998. deonice Podravke d.d. kotiraju se na Zagrebačkoj berzi.
- Mineralna voda dobija naziv "Studenac", koji zadržava do danas.
- 2000. je otvorena nova fabrika Vegete u Koprivnici, kao i fabrika Vegete, supa i praškastih proizvoda u Poljskoj.
- Na tržište izlazi čista izvorska voda Studena.
- 2002. Podravka preuzima kompaniju Ital-Ice, iz Poreča, koja se bavi proizvodnjom sladoleda, slatkiša i distribucijom smrznute hrane.
- Podravka preuzima češku kompaniju Lagris[12].
- 2003. Podravka osniva POMAK, menadžersku akademiju, u saradnji sa Ekonomskim fakultetom u Zagrebu[13].
- Podravka postaje distributer proizvoda Adrie d.d. iz Zadra.
- 2004. Vegeta je u Poljskoj dobila nagradu "Superbrand Polska"[14].
- Prvi put je objavljeno takmičenje fondacije "prof. Zlata Bartl", kojim se podstiče stvaralački i inovativni rad studenata diplomskih i postdiplomskih studija.
- 2005. finansijski časopis Euromoney dodelio je Podravki "Nagradu za izvrsnost u poslovanju"[15], a Vegeta je postala Superbrand u Rusiji za 2005. godinu[14].
- 2006. je ugovorom između Podravke i Istraturista, odlučeno da će se teniski turnir u Umagu sledeće 3 godine održavati pod imenom ATP Studena Croatia Open Umag[16].
- Podravka je postala prva hrvatska članica Svetskog poslovnog foruma (IBLF)[17].
- Brend Eva postaje vlasništvo Podravke.
- 2007. Podravka kupuje poljske brendove Warzywko i Perfekta, kao i hrvatski brend Lero.
- Proslavlja se 50. rođendan Podravka supa.
- 2009. brend Belsad postaje vlasništvo Podravke.
- 2012. Podravka je u saradnji sa gradom Koprivnicom pokrenula projekat jedinstvenih "Zdravih jelovnika" za učenike osnovnih škola[18].
- Vegeta Croatia Open Umag postaje novo ime najvećeg hrvatskog ATP turnira[19].
- 2013. se proslavio 50. rođendan Podravkinog lista, jedinstvenog mesečnika u Hrvatskoj, sa tradicijom dužom od pola veka.
- Podravka i Institut Ruđer Bošković krenuli su zajednički u stvaranje Centra za inovacije u hrani[20].
- 2014. emisija "Ručak za sutra s Podravkom" postaje najgledanija kulinarska emisija u Hrvatskoj[21].

## Tržište
Podravka je danas jedna od najvećih prehrambenih kompanija u jugoistočnoj, srednjoj i istočnoj Evropi. Osim u Hrvatskoj i susednim zemljama, tržište je rašireno širom sveta, pa tako ova kompanija prodaje svoje proizvode u Africi, Australiji, zemljama srednje i istočne Evrope, Rusiji, SAD-u, Kanadi i na Bliskom Istoku.

## Fondacije
Podravka podstiče svoju korporativnu društvenu odgovornost kroz dve fondacije: "prof. Zlata Bartl" i "Uvijek sa srcem".
Fondacija "prof. Zlata Bartl" ime je dobila po naučnici zaslužnoj za stvaranje Vegete, najpoznatijeg Podravkinog proizvoda. Ovom fondacijom se kontinuirano ulaže u mlade naučnike i istraživače, s ciljem promovisanja i podsticanja stvaralačkog i inovativnog naučno-istraživačkog rada među visokoobrazovanim mladim ljudima, posebno u tehničko-tehnološkoj oblasti.

## Pokroviteljstva i sponzorstva
Od nastanka do danas, Podravka nastoji da unapredi kvalitet života društva u kojem posluje, ulaganjem u nauku i obrazovanje, održivi razvoj, kulturu, umetnost, humanitarne akcije... Posebnu pažnju posvetila je sportu i prepoznala njegovu snagu i vrednost, kao način da mladi kvalitetno provode svoje slobodno vreme i podstiču takmičarski duh.
Pored toga što je Podravka pokrovitelj koprivničkog ženskog rukometnog kluba, može se pohvaliti i uspešnom saradnjom sa KHL Medveščak, kao i organizacijom manifestacije Lino Višebojac.
Podravka je sponzor Pula film festivala, najstarijeg nacionalnog festivala na svetu.

## Zaštita životne sredine
Zaštita životne sredine je jedan od prioriteta Podravke, a sprovodi se primenom načela održivog razvoja i čistije proizvodnje.
Neke od aktivnosti na unapređenju životne sredine su: poboljšanje rada uredjaja za prečišćavanje otpadnih voda, Ekodvorište, organizacija sortiranja i zbrinjavanja svih vrsta otpada, kontrola ambalažnog otpada, praćenje stanja i kretanja opasnih materija, učestvovanje u radu brojnih organizacija koje pokrivaju područje zaštite životne sredine, kao što su HR PSOR, HGK, GIUPP, Eko-ozra i drugo.
Prilikom razvoja proizvoda se poštuju sledeći principi:
- dobre proizvođačke prakse (GMP-a), koje utiču na konačni proizvod, s ciljem osiguranja kvaliteta lekova i prehrambenih proizvoda,
- HACCP sistema,
- norme ISO 9001:2000,
- ostale norme i propisi koji se tiču prehrambene industrije (IFS, BRC, NSF, Halal)[29].

## Spoljašnje veze
- Zvanična internet stranica kompanije Podravka
- Zvanična internet stranica Vegete
- Zvanična internet stranica Lino